# Rundfunkgebühr (Tschechien)
Die tschechische Rundfunkgebühr (tschechisch koncesionářské poplatky, wörtlich: „Konzessionsgebühr“) wird in Tschechien für den Rundfunkempfang von Personen erhoben, die ein Fernseh- oder Radioempfangsgerät besitzen bzw. ein Gerät, welches mit einem Receiver bzw. Tuner ausgestattet ist. Seit Mai 2025 zahlen auch diejenigen die Gebühr, die Medien nur über Smartphone oder Computer konsumieren.
Das tschechische Fernsehen und der tschechische Rundfunk sind zwei öffentlich-rechtliche Medienanstalten, die nach dem Gesetz politisch und wirtschaftlich unabhängig sein sollen. Um dies zu gewährleisten, wurde 1995 das Gesetz Nr. 348/2005 Slg erlassen.
Die Fernsehgebühr betrug von 2008 bis 2025 135 CZK (ca. 5,33 Euro) pro Monat, die Hörfunkgebühr 45 CZK (ca. 1,78 Euro) pro Monat.
Eine Erhöhung der Gebühr auf 150 CZK (ca. 5,92 Euro) bzw. 55 CZK (ca. 2,17 Euro) trat am 1. Mai 2025 in Kraft. Außerdem wurde der Kreis der Beitragspflichtigen auch auf die Personen ausgeweitet werden, die Medien nur über Smartphone oder Computer konsumieren.

## Gebührenmodell
Grundsätzlich wird davon ausgegangen, dass jeder, der einen Stromlieferanten hat, ein solches Gerät besitzt. Die Stromversorger sind gesetzlich verpflichtet, das tschechische Fernsehen und den tschechischen Rundfunk mit Informationen über alle ihre Kunden zu versorgen.
Grundsätzlich muss nur einmal pro Privat-Haushalt bezahlt werden. Wer eine Zweitwohnung oder ein Wochenendhaus hat, bezahlt nur einmal.

## Befreiung
- Blinde, die auf beiden Augen blind oder Taube, die auf beiden Ohren taub sind (aber wenn eine Person ohne Behinderung im Haushalt lebt, muss bezahlt werden)
- Haushalte, deren Nettoeinkommen für das vergangene Kalenderquartal das 2,15-fache des Existenzminimums nicht erreicht
- Schulen nach dem Bildungsgesetz
- Ausländer ohne eine dauerhafte bzw. langfristige Aufenthaltserlaubnis in der Tschechischen Republik

## Unternehmer
Unternehmer (sowohl natürliche als auch juristische Personen) zahlen Lizenzgebühren für jedes Empfangsgerät, das sich in ihrem Besitz befindet. Die Gebühr gilt auch für in Verkehrsmittel eingebaute Empfangsgeräte.

## Sanktionen bei Nichtanmeldung
Die Meldepflicht obliegt dem einzelnen Haushalt. Innerhalb von 15 Tagen nach dem Erwerb des Empfängers oder beim Umzug an einen neuen Wohnort muss die Anmeldung stattfinden. Die Strafe für Schwarzseher und Schwarzhörer beträgt für das tschechische Fernsehen 10.000 CZK und 5.000 CZK für den tschechischen Rundfunk.